# Anna Neuhof

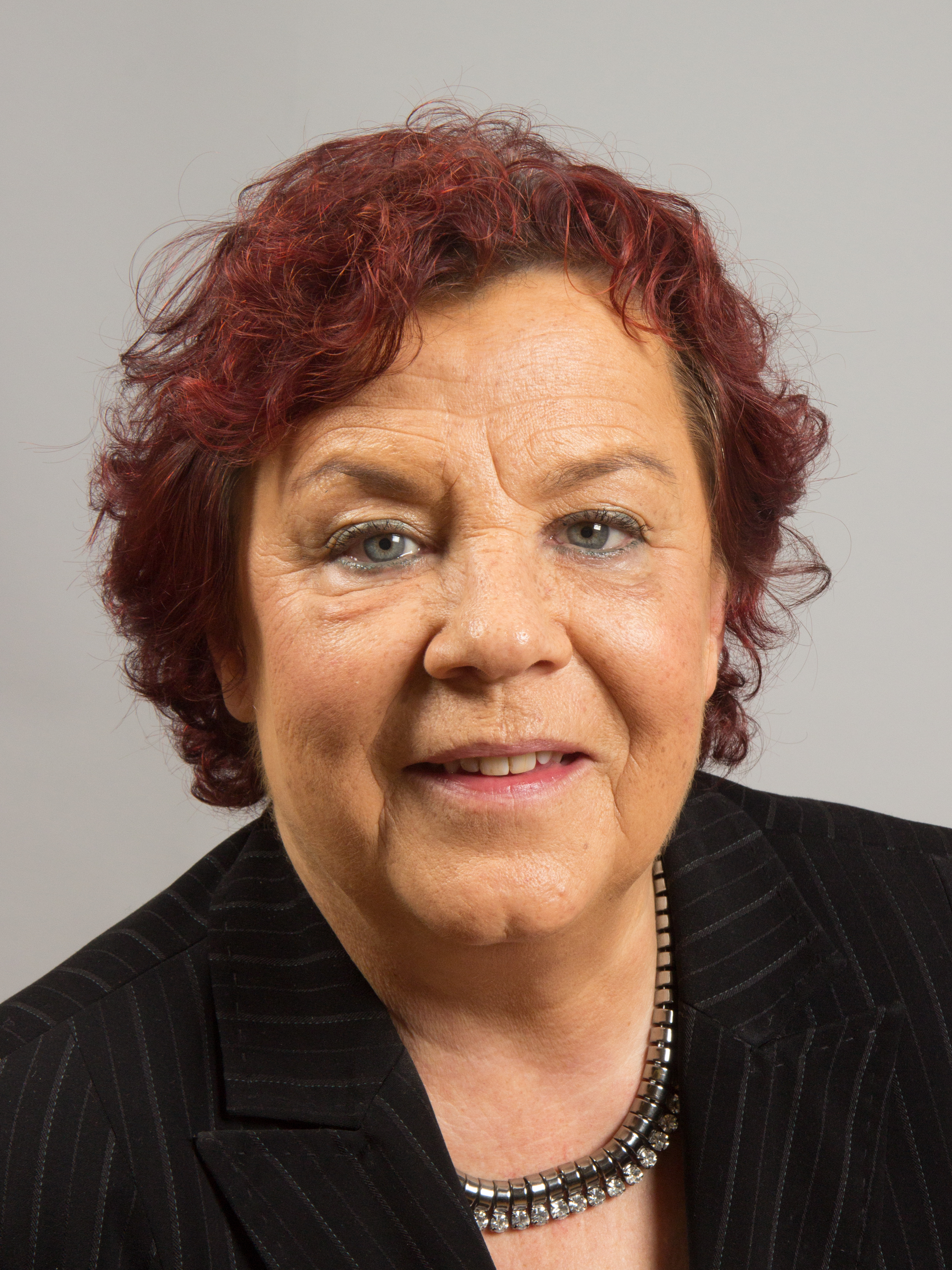
Anna Neuhof, 2014

Anna Neuhof (* 12. Januar 1952 in Wissen an der Sieg) ist eine deutsche Politikerin der Grünen. Sie wurde 2011 in den 16. rheinland-pfälzischen Landtag gewählt, ist aber seit 2016 nicht mehr Landtagsabgeordnete.

## Ausbildung und Beruf
Neuhof ist Fachkrankenschwester für Psychiatrie und arbeitete im betreuten Wohnen zur Rehabilitation psychisch Kranker. Sie wohnt in Kirchen (Sieg).

## Politik
Nach politischer Betätigung in der Friedensbewegung trat Neuhof an ihrem damaligen Wohnort Münster der Grün-Alternativen-Liste Münster bei und wurde dort Mitglied des Vorstandes. Seit 2008 wohnt sie wieder im nördlichsten Teil von Rheinland-Pfalz und engagiert sich nach mehrjähriger Pause bei Bündnis 90/Die Grünen. In der Folge fungierte sie als Vorstandssprecherin im Ortsverband Betzdorf-Kirchen. Seit den Kommunalwahlen in Rheinland-Pfalz 2009 gehört sie dem Verbandsgemeinderat Kirchen an. Sie vertritt ihre Fraktion im Haupt- und Finanzausschuss. Aktuell ist sie Fraktionssprecherin dort.
Neuhof wurde als Direktkandidatin für den Wahlkreis Betzdorf/Kirchen (Sieg) aufgestellt. Für ihre Partei stand sie auf Platz 15 der Landesliste der Grünen bei der Landtagswahl in Rheinland-Pfalz 2011.
Seit dem 18. Mai 2011 gehörte sie dem 16. Landtag von Rheinland-Pfalz bis 2016 an. Sie war Sprecherin für Forstwirtschaft, Jagd, Tierschutz und ländliche Räume. Sie war ordentliches Mitglied im Umweltausschuss.